# Raphaël Esrail
Raphaël Esrail, né le 10 mai 1925 à Magnésie en Turquie et mort le 22 janvier 2022 à Lannion dans les Côtes-d'Armor, est un résistant et déporté français.

## Biographie

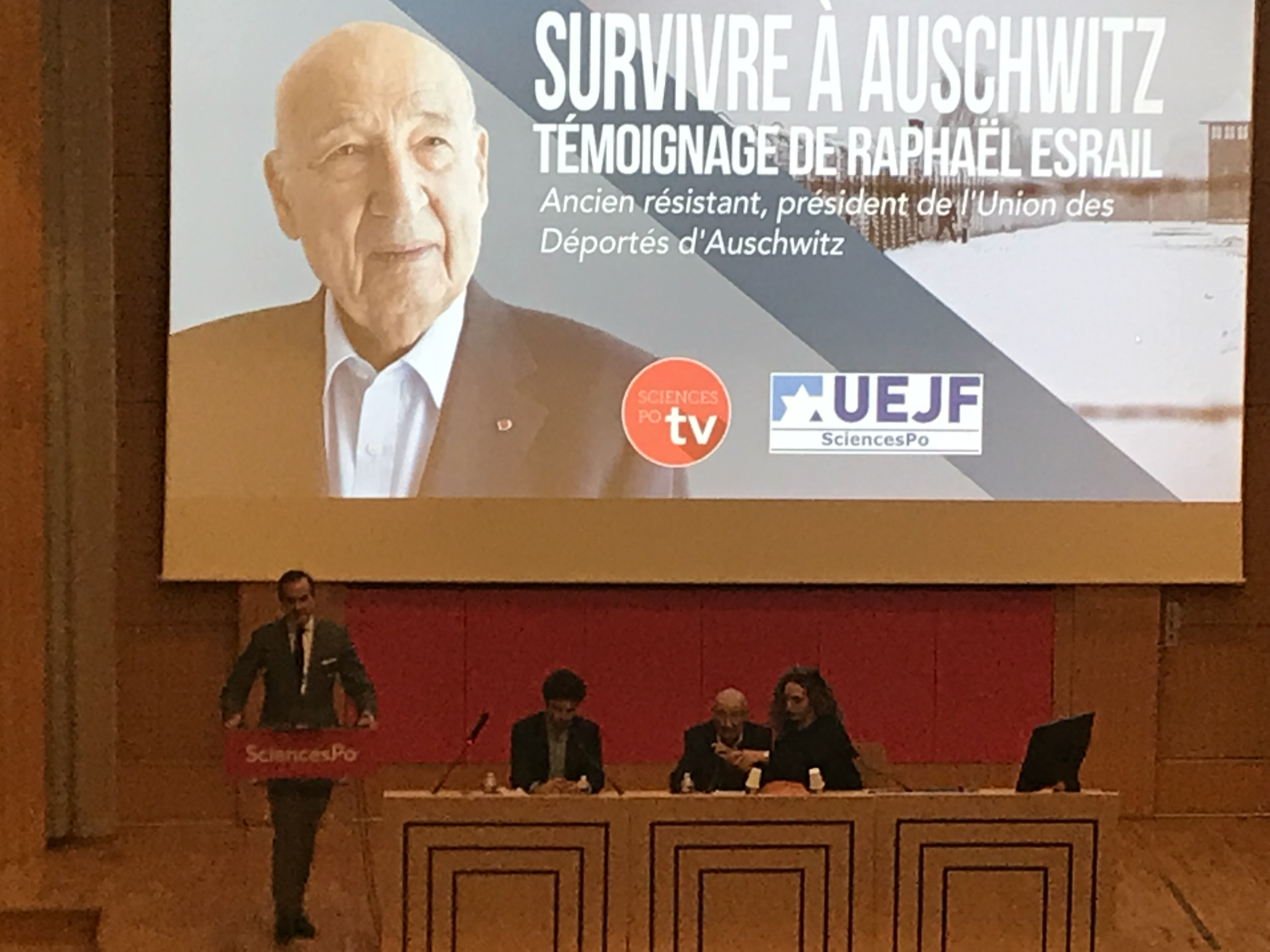
Raphaël Esrail lors d'une conférence à Sciences Po Paris en 2018.

Raphaël Esrail naît le 10 mai 1925 (18 ans lorsqu'il entre dans la résistance en 1943) à Magnésie en Turquie dans une famille juive qui parle le ladino et le français,. Elle émigre à Lyon lorsqu'il a un an et s'établit dans le quartier de la Croix-Rousse. Adolescent, il entre aux Éclaireurs israélites de France où il est confronté à l'arrivée de réfugiés fuyant le nazisme.
Pendant l'Occupation, élève à l'École centrale de Lyon, il est recruté par la Résistance juive en septembre 1943 pour la confection de faux papiers. Il prend le nom de guerre de Paul Raoul Cabanel et il rapporte à Marcel Gherson dans l'organisation de  résistance la Sixième. Le 8 janvier 1944, il se rend au laboratoire de faux papiers installé dans une chambre place des Célestins où oeuvre également Roger Appel, un autre membre de la Sixième. Raphaël n'avait pas été prévenu de son arrestation intervenue la veille qui avait également concernée Boris Bezborodko. 
Raphaël est arrêté par Francis André dit "Gueule tordue", membre du PPF (Parti populaire français), au service de la Gestapo, dirigée à Lyon par Klaus Barbie. Emmené au siège de la Gestapo, à l'Ecole de santé militaire, torturé, il ne parle pas. Après avoir été emprisonné quelques jours à la prison Montluçon (dans la "Baraque aux Juifs", il est transféré au camp de Drancy où il rencontre Liliane Badour, sa future femme. Ils sont déportés à Auschwitz par le convoi no 67, le 3 février 1944 (Matricule 173295). Il y survit onze mois.
Le 18 janvier 1945, il subit l'évacuation organisée par les SS, d'abord une marche de la mort puis un transport en train dont il parvient à s'évader. Il est repris immédiatement. Il reste quelques jours au camp de Dachau puis il est transféré dans un sous-camp, à Ampfing Waldlager. Le 25 avril 1945, sous la pression des troupes alliées, ce camp est évacué. Raphaël est libéré par les Américains près du village de Tutzing, le 1er mai 1945. Il rentre en France en passant par l'hôtel Lutetia à Paris, avant de retourner à Lyon le 26 mai 1945 où il retrouve sa famille dont aucun membre n'a été déporté.
Après l'achèvement de ses études, il est ingénieur à Gaz de France où il fait carrière de 1949 à 1988. Il y est longtemps responsable des services de formation. Il ne parle de ses épreuves ni avec son épouse, déportée elle aussi, ni avec le reste de sa famille, ni au-delà.
À partir de la fin des années 1980, il se consacre au travail de mémoire initiant des projets en lien avec l'Éducation nationale.
Après avoir été secrétaire général de l'Amicale d'Auschwitz depuis le milieu des années 1980, il est président de l’Union des déportés d’Auschwitz à partir de 2008.
Il meurt le 22 janvier 2022 d'un cancer à l'hôpital de Lannion à l'âge de 96 ans.

## Distinctions
Raphaël Esrail est nommé chevalier de l'ordre national de la Légion d'honneur, le 29 mars 1993, puis promu officier, par décret du 8 novembre 2001, et commandeur du même ordre par décret du 15 avril 2016,, et il est titulaire, ainsi que son épouse, de la croix de chevalier du mérite de la République fédérale d'Allemagne remise le 22 mars 2013 à l'ambassade d'Allemagne à Paris.
Depuis 2024, le nom de Raphaël Esrail a été donné à l'école polyvalente située rue du Fauconnier, dans le 4ème arrondissement de Paris .

## Publication
Raphaël Esrail publie en 2017 son témoignage L'espérance d'un baiser :
- Raphaël Esrail, L'espérance d'un baiser, Robert Laffont, 2017 (ISBN 978-2-221-20221-0 et 2-221-20221-X), Aperçu du livre